# 1920 في النرويج
فيما يلي قوائم الأحداث التي وقعت خلال عام 1920 في النرويج.

## سياسة

### تعيين في المنصب
- 1 يناير – اينار داهل mayor of Trondheim ‏.
- 21 يونيو – أوتو باهر هالفورسن رئيس وزراء النرويج، Minister of Justice and Public Security [الإنجليزية]‏.

### انتهاء فترة المنصب
- 1 مارس – ينس مايكل لوند موفق مصالح النرويج [الإنجليزية]‏.
- 21 يونيو – إيفار آفاتسمارك وزير الدفاع [الإنجليزية]‏.
- 21 يونيو – غونار كنودسن Minister of Agriculture and Food (Norway) [الإنجليزية]‏، رئيس وزراء النرويج، Minister of Finance of Norway ‏.

## رياضة
- 1 يناير – كأس النرويج 1920 الفائز أورن هورتن [الإنجليزية]‏.

## مواليد

### يناير
- 3 يناير – غريت ريتر هاسل عالمة نبات نرويجية.

### فبراير
- 16 فبراير – كارستن أندرسن[1]
- 20 فبراير – جيرد لارسن راقصة باليهة نرويجية.
- 21 فبراير – رولف ساند ممثل نرويجي.

### مارس
- 10 مارس – فين فيرنر متسابق يخت نرويجي.
- 11 مارس – كوره كريستيانسن سياسي نرويجي.[2]

### أبريل
- 5 أبريل – جون ويليم غران[3]

### يونيو
- 16 يونيو – فيلي هول

### يوليو
- 13 يوليو – ينس كريستيان ماغنوس سياسي نرويجي.
- 23 يوليو – رولف آرثر هانسن سياسي نرويجي.
- 27 يوليو – أولاف بولسين
- 31 يوليو – بير داهل

### أغسطس
- 4 أغسطس – إيفرت كارلسون طائر تزلج نرويجي.
- 23 أغسطس – بيرغر راسموسن
- 28 أغسطس – رولاند غرينبيرغ

### أكتوبر
- 6 أكتوبر – إدفارد باير مؤرخ نرويجي.[4]

### نوفمبر
- 1 نوفمبر – سفيري بيرغ
- 15 نوفمبر – رولف تريغفه بوش دبلوماسي نرويجي.

### ديسمبر
- 26 ديسمبر – بيارت بيركلاند مؤرخ نرويجي.

## وفيات

### يناير
- 1 يناير – كنوت غونارسون هيلاند (مواليد 1880) صانع آلات موسيقية نرويجي.

### مايو
- 1 مايو – هانس غيلميودن (مواليد 1844) عالم فلك نرويجي.

### أكتوبر
- 26 أكتوبر – جون ستورم (مواليد 1836)[5]